# Culex luteopleurus
Culex luteopleurus é um espécie de mosquito do género Culex, pertencente à família Culicidae.